# Éditions Alphonse Leduc
Pour les articles homonymes, voir Éditions Leduc.
Alphonse Leduc Editions Musicales est une maison d'édition parisienne créée en 1841 et spécialisée dans la musique classique.
Elle a absorbé depuis sa création de nombreux autres fonds, notamment les Éditions Julien Hamelle (créées en 1877), les Éditions Heugel (créées en 1839) en 1980, Hortensia, Notissimo et Ouvrières.
Les Éditions Alphonse Leduc ont été rachetées par Music Sales Group en janvier 2014. L'entreprise cesse définitivement son activité le 22 avril 2022 et devient seulement une marque du groupe.
De nombreuses partitions autographes musicales des archives des Éditions Alphonse Leduc sont vendues aux enchères depuis les années 2000, par exemple : vente aux enchères Musique du 15 avril 2013 à la Salle Rossini à Paris, ventes aux enchères Musique du 17 juin 2016 à l'Hôtel Ambassador à Paris et du 18 juin 2016 en ligne, vente aux enchères Aristophil-7-Musique à l'Hôtel Drouot.
Les différentes adresses des Éditions Alphonse Leduc à Paris furent, jusqu'en 1874 : 
- 14 rue Chabanais : 12 juillet 1842 ;
- 8 rue Vivienne : de novembre 1842 à mai 1844 ;
- 78 passage Choiseul : de 1844 à 1846 ;
- 18 rue Vivienne : de 1847 à 1852 ;
- 2 rue de la Bourse : de 1852 à 1861 ;
- 4 rue Ménars : de 1862 à 1866 ;
- 35 Rue Le Peletier : de 1866 à 1874 ;
- 3 rue de Grammont : à partir de 1874.

## Galerie
- Alphonse Leduc, La Petite Chevrière, quadrille mignon pour piano. Alphonse Leduc éditeur .